# Elektrownia Wodna Dębe

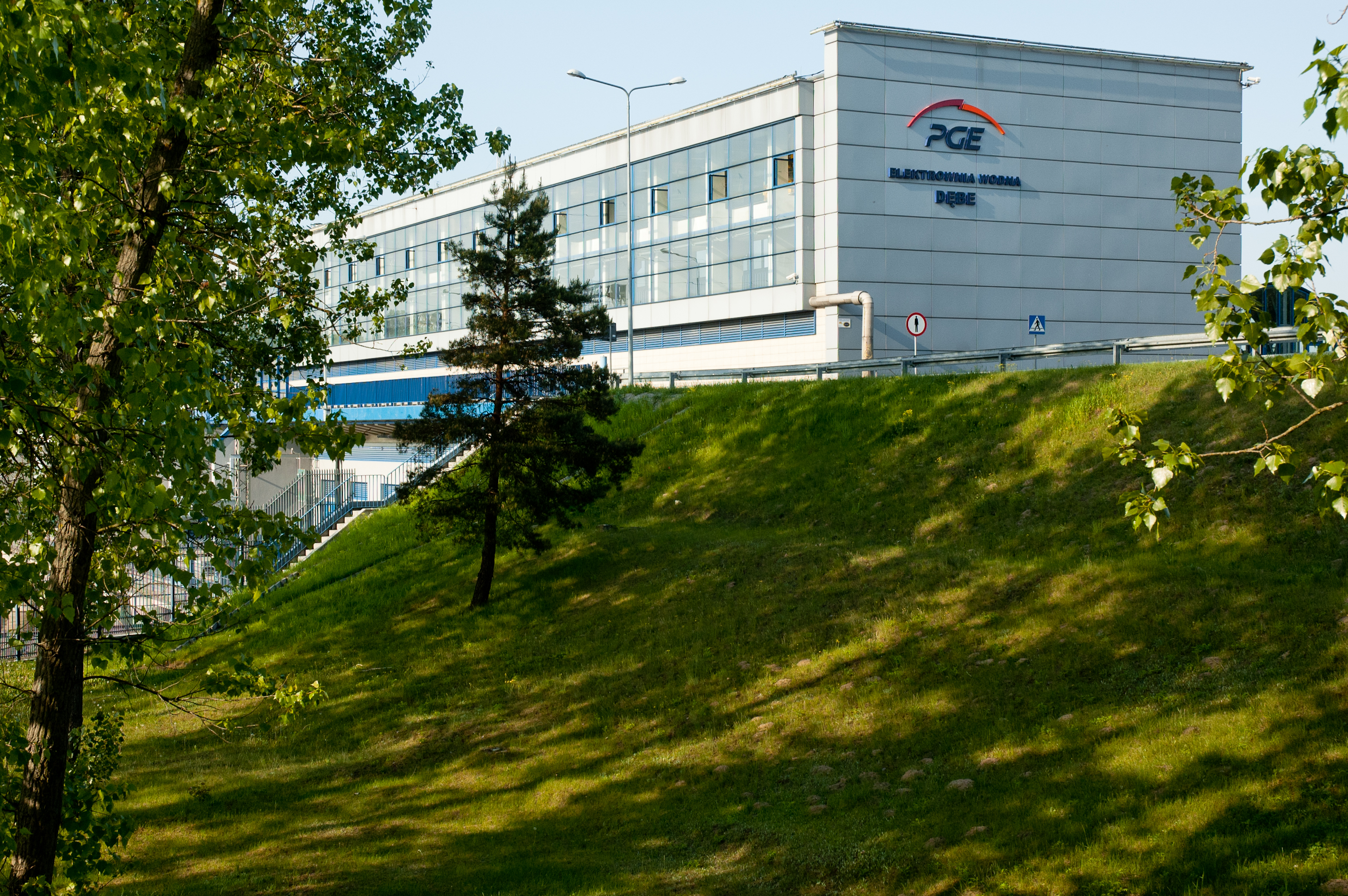
Elektrownia Wodna Dębe

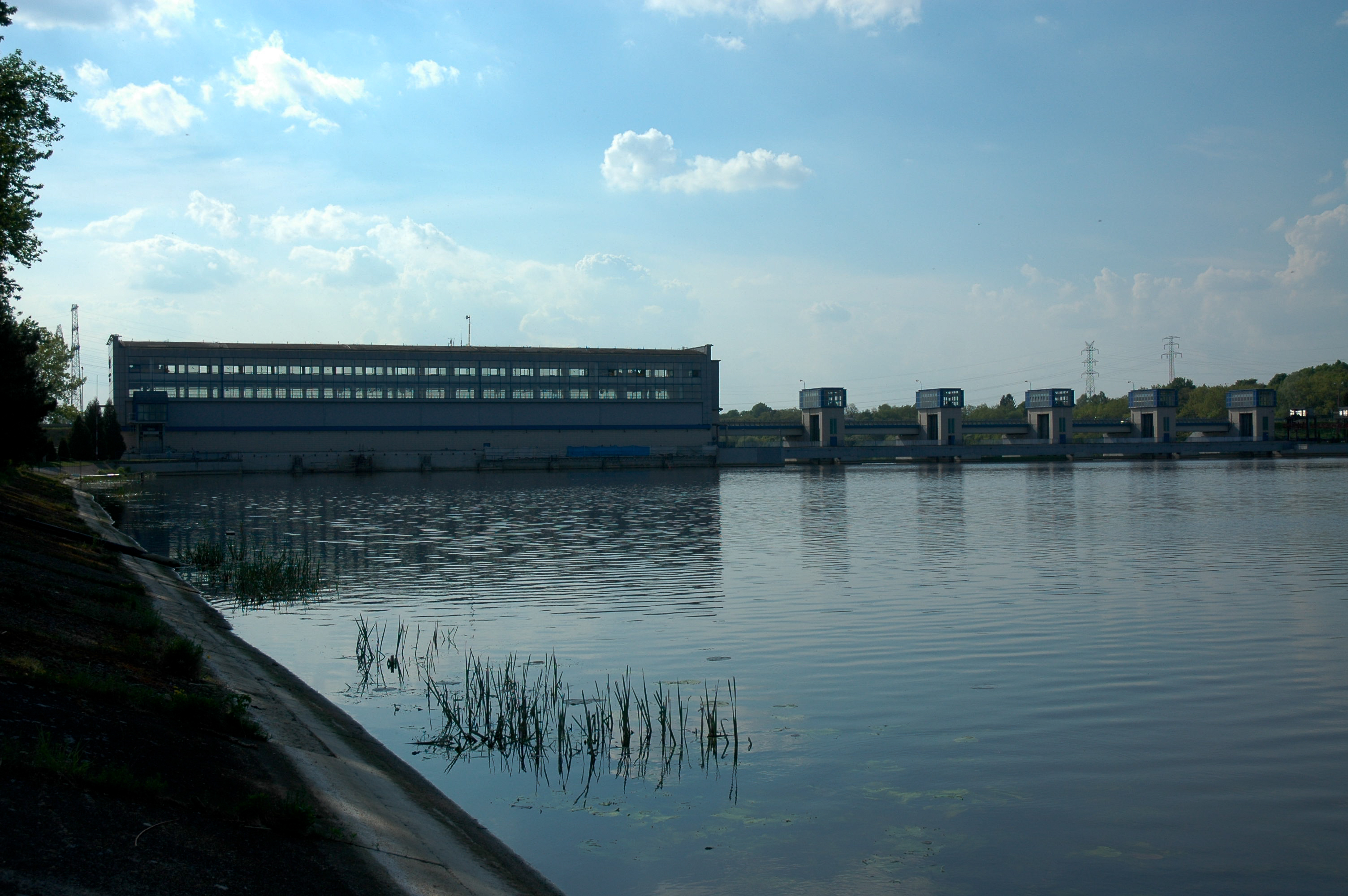
Elektrownia Wodna Dębe

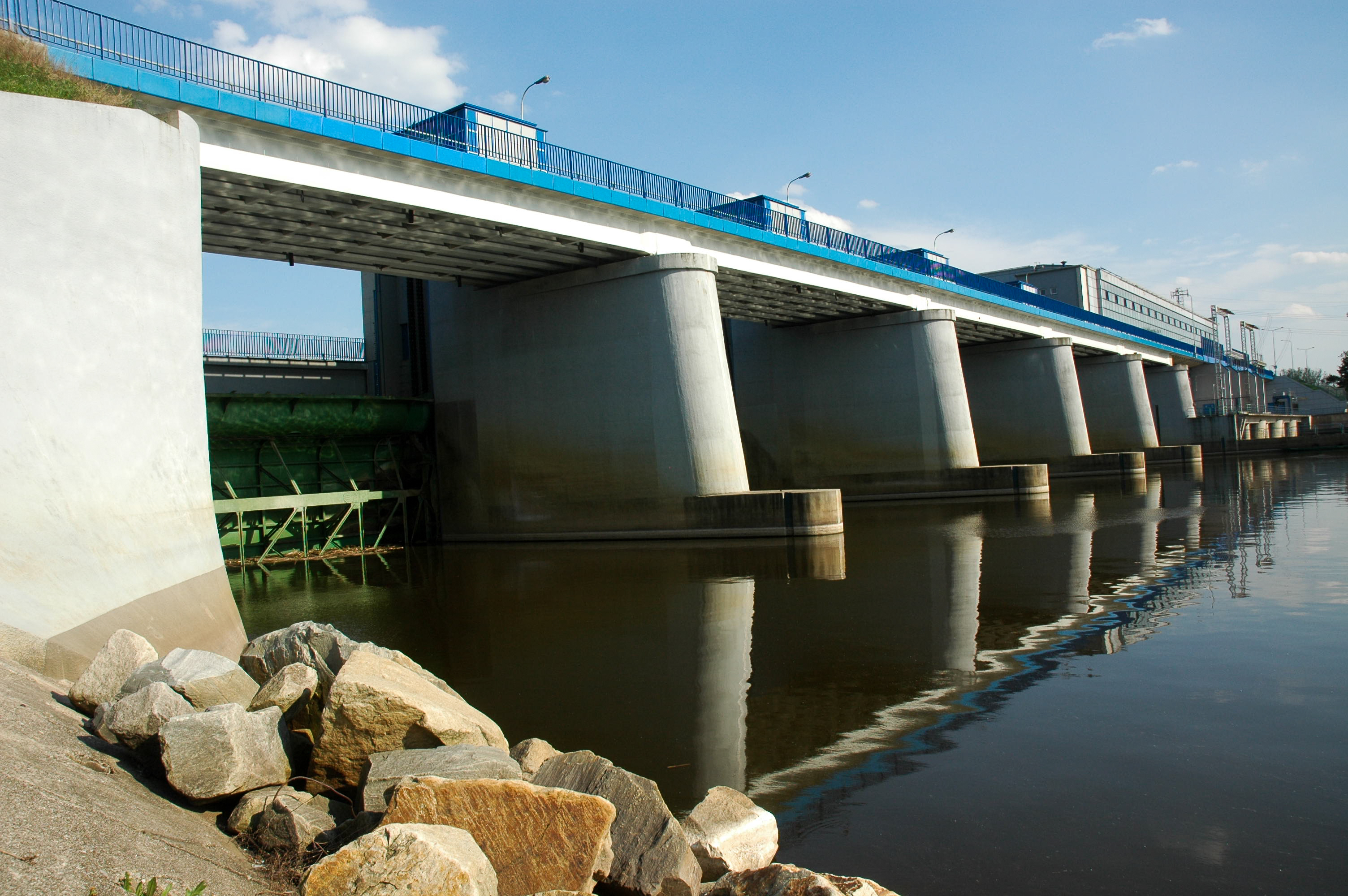
Elektrownia Wodna Dębe

Elektrownia Wodna Dębe (EW Dębe) – elektrownia wodna na stopniu wodnym piętrzącym wodę w Jeziorze Zegrzyńskim, w województwie mazowieckim w miejscowości Dębe.

## Historia
W 1962 dokonywano powolnego spiętrzania jeziora i rok później elektrownia została oddana do użytku. Obiekt należy do PGE Energia Odnawialna S.A..

## Dane techniczne
Głównymi urządzeniami elektrowni są cztery turbozespoły z turbinami Kaplana o średnicy wirnika 4,8 m sprzężonych z generatorami o mocy 6,25 MVA. Moc zainstalowana elektrowni wynosi 20 MW, a średnia produkcja roczna to 91 GWh. Elektrownia połączona jest z Krajowym Systemem Elektroenergetycznym pięcioma liniami o napięciu 110 kV poprzez dwa transformatory blokowe o mocy 16 MVA każdy. Zapora powoduje powstanie stopnia wodnego o wysokości 5,5 metra. W czasie przyborów w Narwi nadmiar wody jest upuszczany przez znajdujących się tuż obok pięć przęseł jazu. Elektrownia Wodna Dębe spełnia 3 funkcje: elektrowni, zapory wodnej (dla Jeziora Zegrzyńskiego) oraz mostu (po zaporze przebiega droga wojewódzka nr 632).